# Andriy Vasylyuk
Andriy Vasylyuk (29 de agosto de 1987) es un ciclista ucraniano. Debutó como profesional en el año 2007 con el equipo Ukraine Neri Sottolo y se unió al equipo Kolss en 2010.

## Palmarés
2010
- 3.º en el Campeonato de Ucrania Contrarreloj

2013
- Campeonato de Ucrania Contrarreloj
- 1 etapa de los Cinco Anillos de Moscú

2014
- Campeonato de Ucrania Contrarreloj

2015
- Podlasie Tour

2016
- Campeonato de Ucrania Contrarreloj
- 1 etapa de la Vuelta al Lago Qinghai
- Tour de Ribas

2017
- 2.º en el Campeonato de Ucrania Contrarreloj

2019
- Chabany Race[1]
- Horizon Park Classic
- 2.º en el Campeonato de Ucrania Contrarreloj

2020
- 3.º en el Campeonato de Ucrania Contrarreloj